# Summacanthium
Genre
Summacanthium est un genre d'araignées aranéomorphes de la famille des Cheiracanthiidae.

## Distribution
Les espèces de ce genre sont endémiques de Sulawesi en Indonésie.

## Liste des espèces
Selon World Spider Catalog (version 20.0, 17/01/2019) :
- Summacanthium androgynum Deeleman-Reinhold, 2001
- Summacanthium storki Deeleman-Reinhold, 2001

## Publication originale
- Deeleman-Reinhold, 2001 : Forest spiders of South East Asia: with a revision of the sac and ground spiders (Araneae: Clubionidae, Corinnidae, Liocranidae, Gnaphosidae, Prodidomidae and Trochanterriidae. Brill, Leiden, p. 1-591.